# Mirosław Kofta
Mirosław Kofta (ur. 3 stycznia 1945 we Lwowie) – polski psycholog, profesor nauk humanistycznych, pracownik naukowy Wydziału Psychologii Uniwersytetu Warszawskiego (kierownik Katedry Psychologii Osobowości w latach 1996–2008) i Szkoły Wyższej Psychologii Społecznej w Warszawie, członek zespołu Centrum Badań nad Uprzedzeniami UW, kierownik Ośrodka Badań Psychologicznych Instytutu Studiów Społecznych UW. W kadencji 2010-2012 był członkiem Rady Narodowego Centrum Nauki, Radzie Naukowej Instytutu Psychologii PAN, był członkiem Komitetu Psychologii PAN Polskiej Akademii Nauk. Brat Jonasza Kofty (poety), mąż Krystyny Kofty (pisarki).

## Życiorys
Jest drugim synem Mieczysława Kaftala z Warszawy i Marii Jaremczuk z Mizocza. Po ojcu ma żydowskie pochodzenie, matka zaś była Ukrainką.
Magisterium (1967) i doktorat (1973) uzyskał na Uniwersytecie Adama Mickiewicza w Poznaniu. Rozprawę doktorską pt. Samokontrola w przebiegu procesów emocjonalnych przygotował pod kierunkiem prof. Bolesława Hornowskiego. W 1985 r. na Wydziale Psychologii UW uzyskał stopień doktora habilitowanego za pracę pt. Przyczynowość osobista a regulacja zachowania. Tytuł profesora otrzymał w 1995 r. Specjalista w zakresie psychologii osobowości i psychologii społecznej.
Zainteresowania naukowe Mirosława Kofty obejmują między innymi podmiotową kontrolę działania (np. zjawisko wyuczonej bezradności), mechanizmy funkcjonowania stereotypów i uprzedzeń, dehumanizację „obcych”, rolę teorii spiskowych w myśleniu społecznym, kolektywne poczucie winy, reakcje na zagrażające treści w mass mediach. Autor ponad stu artykułów naukowych, z których wiele publikowanych było w renomowanych pismach międzynarodowych.

## Wybrane publikacje naukowe
- Kofta, M. (1979). Samokontrola a emocje. Warszawa: Wydawnictwo PWN.
- Kofta, M., Szustrowa, T. (red.). (1991). Złudzenia, które pozwalają żyć: Szkice z psychologii społecznej. Warszawa: PWN.
- Kofta, M. (1996). Wprowadzenie do psychologii stereotypów i uprzedzeń. W: M. Marody, E. Gucwa (red.), Podstawy życia społecznego w Polsce (s. 198–217). Warszawa: Wyd. Instytutu Studiów Społecznych UW.
- Kofta, M., Doliński, D. (2000). Poznawcza psychologia osobowości. W: J. Strelau (red.), Psychologia: podręcznik akademicki (t. II, s. 561–600). Gdańsk: Gdańskie Wydawnictwo Psychologiczne.